# Горгород
«Го́ргород» — второй студийный альбом российского рэп-исполнителя Oxxxymiron, вышедший 13 ноября 2015 года.
Пластинка содержит 11 композиций и носит концептуальный характер, являясь антиутопией. Действие происходит в одноимённом вымышленном городе; главным героем является известный писатель Марк, который проходит свой путь становления. Сюжет альбома и его концепция испытали влияние античной и библейской мифологий.
Альбом был записан в течение двух недель. Автором всех текстов является Оксимирон, в качестве музыкального продюсера большинства композиций выступил Porchy. После выхода пластинка стала лидером российского iTunes и Google Play, а также продолжала держаться в первом чарте более двух лет, занимая восьмую позицию в списке самых популярных альбомов в 2017.
«Горгород» получил смешанные отзывы критиков, а также привлёк внимание не только музыкальных порталов и любителей хип-хопа, но и учёных, литературных критиков и общественных деятелей. В 2017 году российский портал The Flow, посвящённый хип-хоп-музыке и культуре, включил пластинку в список 20 важнейших альбомов русского хип-хопа 2010-х годов.

## Предыстория
Мой второй альбом будет эталон или в этанол с головой 

Ты говно, либо гений — среднего не даноOxxxymiron, «Darkside»
В 2011 году, сразу после выпуска дебютной пластинки «Вечный жид», которая получила высокие оценки слушателей и была включена порталом The Flow в список 20 лучших альбомов 2010-х, а в списке лучших русскоязычных альбомов 2011 года портала Rap.ru разделила первое место с альбомом Nintendo Басты, Oxxxymiron начал разрабатывать концепцию следующей. Релиз неоднократно откладывался, в частности, 8 августа рэпер на своём канале выложил видео, где объяснял причины очередного переноса: «Альбом неидеален в моем восприятии, поэтому я переношу релиз на неопределённую дату».
В конце апреля 2015 года, через неделю после нашумевшего баттла с Johnyboy, стало известно, что презентация альбома пройдёт 13 и 14 ноября того же года в Санкт-Петербурге и Москве соответственно. Тем не менее, вместо выпуска синглов Оксимирон записал несколько гостевых куплетов — на треке «Дежавю» у питерского рэпера Ригоса и на треке «Безумие» у ЛСП. Последний стал одним из главных хитов лета 2015 года.
Затем вышли два сингла, снискавшие широкую популярность, и клипы на них: трек «Лондонград», ставший саундтреком к одноимённому сериалу, снятому Михаилом Идовым по мотивам приключений рэпера в Лондоне, и «Город под подошвой», в честь которого назван тур в поддержку альбома.

## Запись
Идея альбома пришла к исполнителю после прослушивания одного из битов, который написал лондонский саунд-продюсер, битмейкер и его близкий друг Порчи. Этот бит в несколько изменённом виде стал инструменталом для треков «Накануне» и его флешфорварда «Не с начала». По словам Мирона, сеттинг и завязку альбома он придумал всего лишь за час, поскольку «картина Горгорода — города на горе — вырисовывалась перед его глазами сразу же, стоило ему только включить этот бит». После этого появился и образ главного героя — писателя Марка. Мирон сразу же поделился идеей с Порчи, однако к реализации своей задумки так и не приступил. Последующие два года он испытывал «паралич воли», поскольку его пугал масштаб новой пластинки, и он не мог решиться на создание «нового художественного пространства», в результате чего все написанные тексты отправлял в корзину. По словам рэпера, на тот момент весь записанный материал, кроме части трека «Кем ты стал», его совершенно не устраивал. Мирон утверждает, что если бы он не откладывал работу над пластинкой столько времени, а действительно занимался бы ею ещё год-два, то текст альбома мог стать гораздо более выверенным. Изначально исполнитель планировал выпустить пластинку в августе 2014 года, но не успел закончить её в срок. По собственным словам автора, на тот момент, когда он обещал выпустить нечто грандиозное, даже не была окончательно проработана концепция.
В интервью Мирон рассказывал, что на создание альбома его вдохновил просмотр американского телесериала «Прослушка». Он говорил о том, что в альбоме и телесериале взаимосвязанные и похожие истории, и заявлял, что в начальной версии альбома не должно было быть звонков Киры, которые идут между треками и дополняют сюжет, а вместо них он планировал сделать отдельные скиты. В интервью The Flow он рассказал, что одним из главных его источников вдохновения стал альбом Кендрика Ламара Good Kid, M.A.A.D City. При этом если американский исполнитель использовал в качестве места действия аналог своего родного Лос-Анджелеса, то Мирон придумал Горгород с нуля.
Запись «Горгорода» провели достаточно быстро, за три недели, что получилось благодаря «невероятному выбросу адреналина в страхе в очередной раз потерпеть фиаско». Исполнитель считает, что именно потому, что он писал по несколько треков одновременно, у него получилась столь цельная работа. При этом трек «Накануне», за исключением его флешфорварда «Не с начала», он целиком записал за один день до релиза с мыслью «лишь бы успеть к утру». Таким образом, Мирон, как он заявил в интервью, «пересёкся с героем»: оба были накануне рокового события — Oxxxymiron на пороге выхода второго альбома, а главный герой произведения Марк на пороге наступления на цитадель мэра писал свою работу, тоже вторую за историю пластинки. По словам рэпера, это было невероятное ощущение, «рекурсия, многослойное переплетение реальности и вымысла». Музыкальная составляющая альбома по ходу написания пластинки менялась по нескольку раз. Позднее Оксимирон назвал трек «Кем ты стал» неудачным именно из-за напряженной непостоянной обстановки во время записи.
Продюсированием и битмейкингом большей части композиций занимался Porchy, бэк-вокал которого является «фундаментом» альбома и постоянно звучит на припевах композиций. Oxxxymiron, по своим словам, никогда сам не вносил конкретные изменения в биты и лишь иногда предлагал идеи того, как должен звучать тот или иной отрывок. Мирон и Порчи записывали свои партии вокала по отдельности, так как к Мирону «не приходят идеи, когда кто-то стоит рядом». При этом Порчи не очень хорошо понимает русский язык, поэтому Оксимирон объяснял концепцию или целиком переводил текст песни. Иногда, прослушав текст, британец предлагал свои правки.
Другими участниками записи стали Максим Кравцов, который, по словам Мирона, «провёл просто титаническую работу по сведению за несколько часов до релиза», и менеджер исполнителя Женя Муродшоева. Вторая, помимо того, что является голосом литературного агента Марка на автоответчике, «осуществляла логистику и жизнеобеспечение» и была «личным психологом» Мирона и Порчи. Идея того, что именно Женя должна исполнять скиты, пришла к Оксимирону в последний момент, когда он решил, что это должен быть кто-то, кому он бы доверял. Все скиты, от начала и до конца — от текста до записи — родились на свет в ночь перед релизом, а доделывали их уже к утру.
Продюсированием и битмейкингом композиции «Девочка Пиздец» занимался Рома Англичанин, участник группы ЛСП. С обоими музыкантами Оксимирон на тот момент «близко дружил».

## Выход

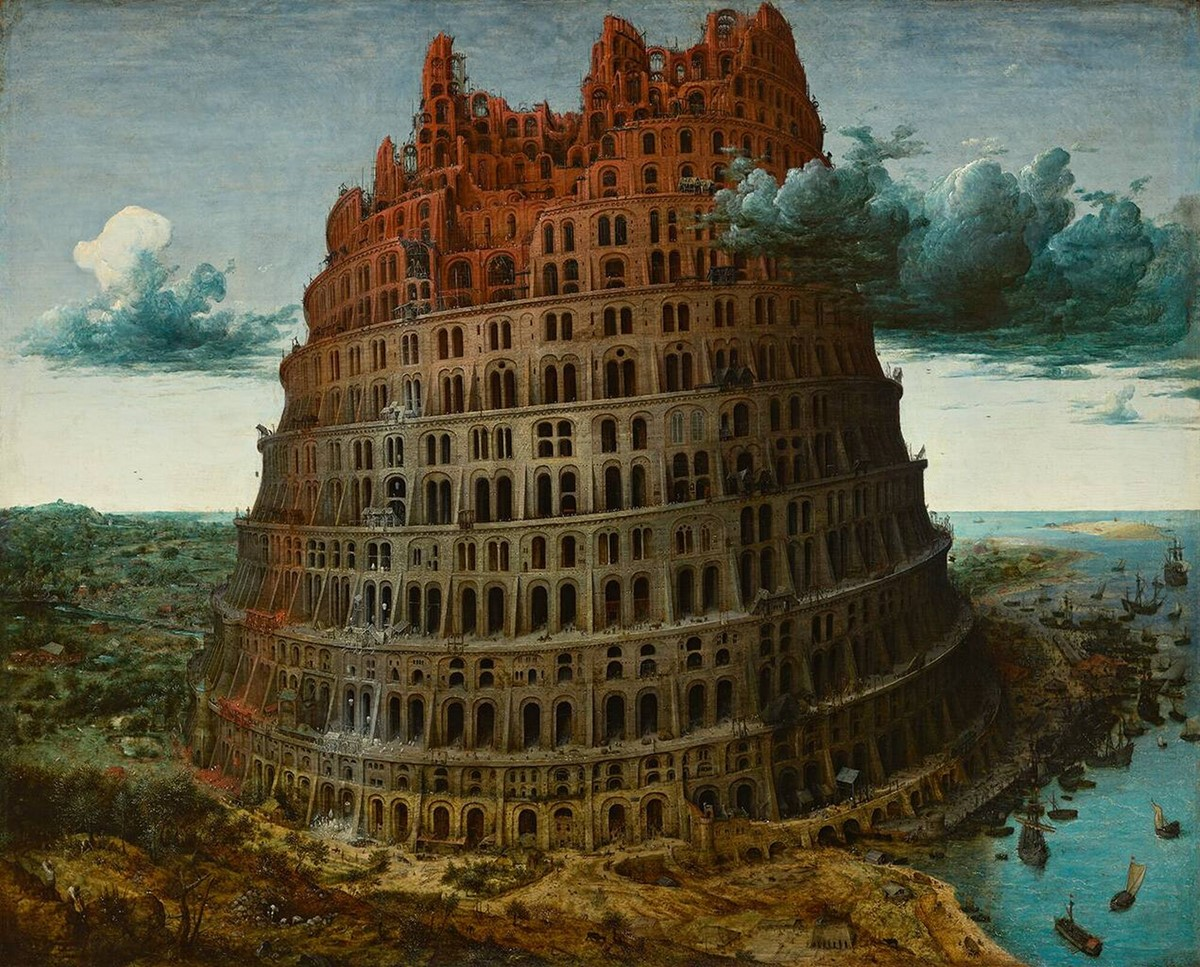
«Вавилонская башня» (Роттердам), ок. 1563

### Выпуск альбома и последующая реакция
13 ноября 2015 года Oxxxymiron выложил альбом для бесплатного скачивания в своей группе в социальной сети ВКонтакте. Сайт The Flow, выложив ссылку на него, не выдержал наплыва пользователей и на некоторое время перестал загружаться. Релиз сопровождался рекомендацией слушать треки в строгой последовательности и целиком, что обусловлено концептуальностью альбома. Учитывая отсутствие какого-либо промо, а также в связи с тем, что вначале пластинка появилась в свободном доступе, а не в магазинах, у фанатов родилась теория, что данный релиз является первой частью настоящего альбома. На следующий день «Горгород» стал доступен для покупки в iTunes. После этого многочисленные поклонники Oxxxymiron’а заполнили Рунет декодингом сюжета.
В 2018 году исполнитель выпустил ремастер альбома на виниловых пластинках ограниченным тиражом в 300 экземпляров по цене 5000 рублей за копию. 250 из них распродали за 12 часов, а оставшиеся исполнитель решил оставить и подарить друзьям. 2 мая 2018 портал The Flow сообщал, что одну такую пластинку продают за 70 тысяч рублей.

### Обложка и название
На обложке альбома использован второй вариант известной картины нидерландского художника Питера Брейгеля «Вавилонская башня», так называемая «Малая Вавилонская башня». На картине изображена Вавилонская башня, описанная в Книге Бытия. Надпись «Горгород» выполнена в виде почтового штемпеля, который перекрывает ещё один такой же.
Кандидат филологических наук Е. В. Летохо назвала Вавилонскую башню с обложки альбома показателем того, что в нём будет много библейских метафор и отсылок. При этом из двух вариаций картины Оксимирон выбрал более мрачную, для того, чтобы настроить всех слушателей на тяжёлую атмосферу своей работы. Летохо определяет по ней основные темы альбома — «разобщённость, одиночество и непонимание».
Существует несколько семиотических интерпретаций названия пластинки:
- Название альбома, «Горгород», созвучно с покрытым вулканическим пеплом плато Горгоротом в Мордоре из романа «Властелин колец» Джона Толкина. Ранее Oxxxymiron уже обращался к вселенной Толкина: в альбоме «Вечный жид» есть песня «Восточный Мордор»[27]. Филологи Е. С. Бугрышева и А. Н. Моисеев писали, что в творчестве рэпера на 2021 год нашли 16 отсылок к творчеству представителей английской литературы, включая созвучный с «Горгоротом» «Горгород». По их мнению это является отражением его образования на факультете английского языка и литературы Оксфорда[28];
- «Город городов» (то есть «Царь городов», по аналогии с шахиншахом — «Царём царей»);
- «Город „го́ра“», которое связано с названием популярного наркотика «гор», который производят и распространяют в городе люди из правительства;
- «Город вокруг горы».

### Фанатский фильм
Сам Оксимирон не выпустил клипов в поддержку пластинки. В 2018 году группа его поклонников сняла короткометражный художественный фильм «Горгород» по мотивам альбома. Фильм победил в номинации «Лучший экспериментальный фильм» на международном фестивале «Feel The Reel» в Великобритании и в номинации «Лучшая операторская работа» на международном молодёжном фестивале «Телемания» в Москве, однако сам исполнитель остался недоволен работой. При этом он уточнил, что фильм был выпущен без его ведома, но сам Мирон против копирайта, поэтому не стал судиться по этому поводу.

### Тур
Когда в апреле 2015 года Оксимирон объявил о начале тура в ноябре, он не уточнил количество городов. Название тура было неясно до 21 сентября. В этот день рэпер выпустил трек «Город под подошвой» и объявил о начале одноимённого мини-тура, который прошёл в 9 городах.
В день выхода альбома прошла его презентация в Санкт-Петербурге, родном городе рэпера, а на следующий день Oxxxymiron представил пластинку в Москве. В зале во время концертов не оставалось свободных мест. 9 декабря 2015 года Oxxxymiron выступил на шоу «Вечерний Ургант», где исполнил «Где нас нет». В 2017 году он собрал 22 тысячи человек в «Олимпийском» в Москве с презентацией альбома. Борис Барабанов из газеты «Коммерсантъ» назвал это самым громким и обсуждаемым событием полутора месяцев, а по мнению Ярослава Забалуева из Газета.Ru это выступление, как и альбом, «окончательно превратили Oxxxymiron’а из популярного субкультурного артиста в одно из главных действующих лиц русской жизни».

## Концепция и содержание

### Основной мотив
Диск представляет собой концептуальный альбом и рассказывает историю писателя по имени Марк. Повествование ведётся преимущественно от лица главного героя, но в некоторых треках от лица других персонажей. Некоторые треки содержат скиты, на которых записан голос Киры, литературного агента Марка.
По мнению кандидата филологических наук и доцента кафедры современной литературы Е. В. Летохо, в альбоме можно найти отсылки к Библии, что само по себе необычно, поскольку, как правило, в текстах MC основное внимание уделяется реалиям уличной жизни, недавним событиям и городскому фольклору. В связи с этим, по мнению автора статьи, аллюзии на Библию не были заложены в текст целенаправленно, а стали скорее побочным эффектом. Летохо пишет, что благодаря филологическому образованию в Оксфорде и еврейскому происхождению Мирона, в его творчестве объединяются образы и приёмы «уличной» субкультуры и классическая европейская (в частности русская) литературная традиция. Результатом стал материал, полный аллюзий. Происхождение и воспитание автора, по мнению Летохо, привели к тому, что «Горгород» можно рассматривать как единственный «еврейский» текст в русском рэпе. Несмотря на то, что многие герои живут в трущобах, литературовед находит в их речи отсылки к библейским мотивам, которые считает признаком культурного просвещения.
С основным нарративом «Горгорода» рэпер, по мнению Летохо, знакомит слушателей с помощью череды монологов, которые автор статьи сравнивает с чеховскими «диалогами глухих» — герои задают множество вопросов и обычно не получают на них ответов. Здесь же филолог прослеживает и аллюзию на саму вавилонскую башню: согласно мифу о ней, что люди не смогли закончить строительство, поскольку стали говорить на разных языках и перестали друг друга понимать. В альбоме персонажи тоже не понимают друг друга, словно говоря на разных языках.
По мнению доцента БФУ им. И. Канта И. О. Дементьева подтекстом для города является библейский миф о вавилонском столпотворении, в частности его отображает и сама башня, изображённая на обложке. Она же является и ключевым образом, который определяет философию и структуру работы. По мнению исследователя, Оксимирон использует множество языковых приёмов, «чтобы произвести „вавилонский эффект“ — показать языковое смешение после столпотворения». Для создания такого эффекта автор встраивает в текст слова из других языков, включая вавилонский, использует слова и выражения из различных стилей русского — литературный, криминальный жаргон и откровенная матерщина. Для усиления смыслового эффекта альбома Оксимирон применяет элементы и приёмы мультиязыкового кодирования: порой незаметный даже на слух переход от языка к языку, обыгрывание омонимов, неявное нарушение логики. Дементьев полагает, что рэпер акцентирует в альбоме сочетание вертикали и окружности, одной из форм которого и является Вавилонская башня Брейгеля, как символ поиска гармонии.

### Композиции
1. «Не с начала». Первый трек является флешфорвардом к песне «Накануне», прерывающимся после первого куплета, потому что Марк решает рассказать историю «с начала». В ските слушатель знакомится с литературным агентом Кирой: она предупреждает писателя о «повёрнутом фанате», который может до него дозвониться.

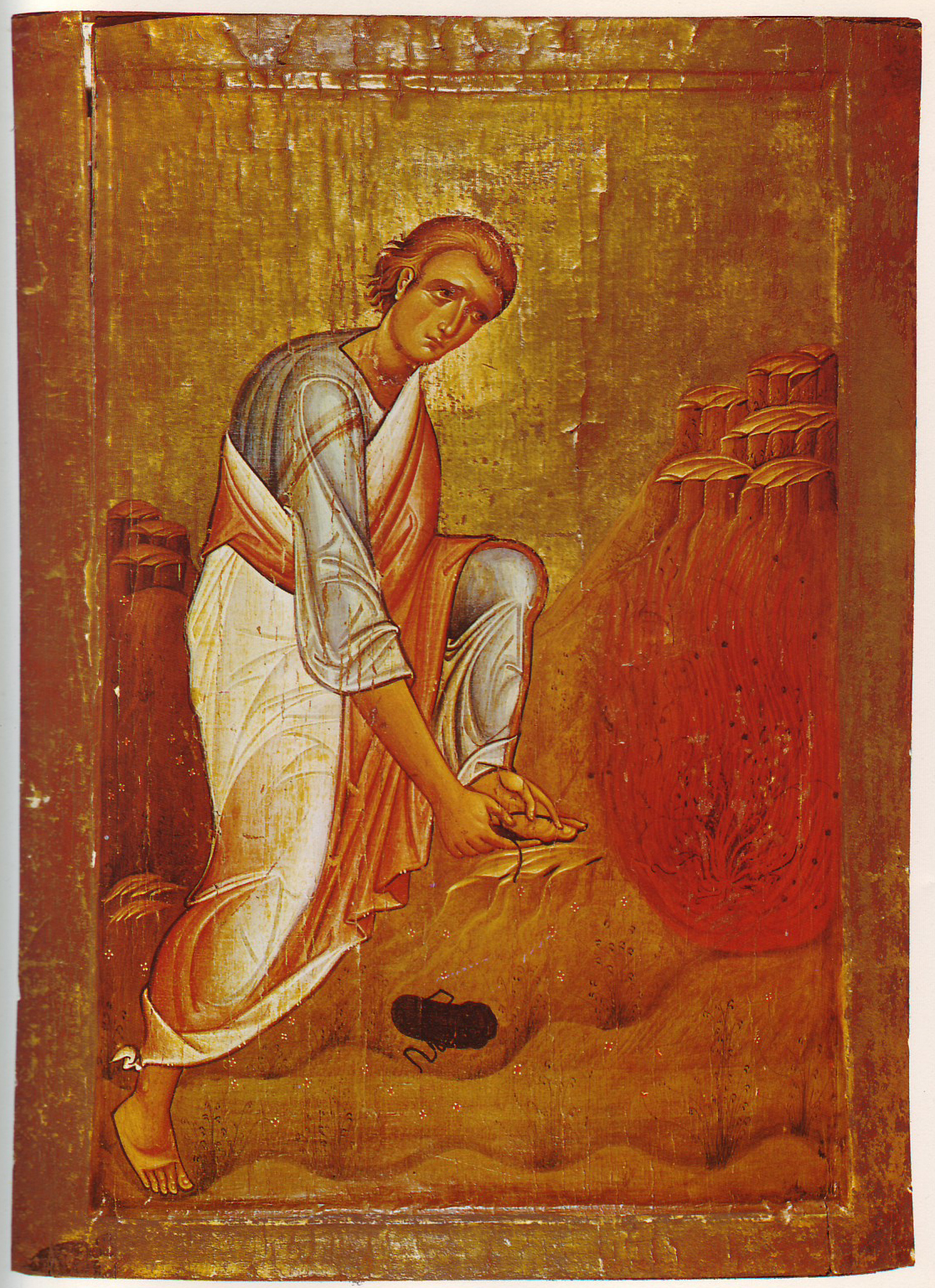
Моисей перед неопалимой купиной, икона IX века из монастыря святой Екатерины

2. «Кем ты стал». Фанат дозванивается до Марка и высказывает ему претензии, что он «на еблю и яд легенды билет променял» и «предал свой стайл», обвиняет писателя в трусости, продажности и нежелании рассказать мэру о творящемся «беспределе», как положено писателю. В ските Кира сочувствует Марку и зовёт его на торжественный вечер по случаю переизбрания правителя города.
3. «Всего лишь писатель». Данная композиция является ответом Марка на претензии, высказанные в предыдущем треке. Сидя на торжественном вечере и потребляя гор, он рассказывает, что ему известно о творящемся в городе ужасе, но он не видит смысла с ним бороться, поскольку не замечает протестных настроений среди жителей города. Попутно он сравнивает себя с Иисусом и говорит, что не может никого вывести, поскольку сам потерян в круговороте событий. В конце трека он выходит из дома и видит некую девушку.
4. «Девочка Пиздец». Марк знакомится с девушкой, которая становится его «роковой женщиной». Он рассказывает о том, что потерял от неё голову, и под конец делает предположение, что она бесповоротно изменит его жизнь, а потом однажды исчезнет.
5. «Переплетено». Трек является единственной работой альбома, который содержит два скита — в начале и в конце. Кира предостерегает Марка от авантюр, поскольку узнаёт, что возлюбленная писателя ведёт его на встречу с Гуру — лидером протестно настроенной части населения города. На протяжении композиции Гуру рассказывает Марку о своей теории взаимосвязи всех людей, событий и явлений в городе — от церкви до борделей, от низов до элит — и обвиняет мэра в причастности к производству гора и в создании целой наркоимперии. В конце Кира советует Марку не верить Гуру, поскольку у него есть свои интересы, а также просит его посидеть с ребёнком, пока они с мужем выберутся на романтический вечер.
6. «Колыбельная». Марк напевает сыну Киры Нику о том, насколько всё плохо в городе, попутно сочиняя своё новое произведение. По ходу повествования политические взгляды писателя резко меняются, и он решается на активные действия.
7. «Полигон». Произведение, написанное Марком после знакомства с «роковой женщиной» и Гуру. В нём Марк сатирически описывает общество, «в котором всех всё устраивает», прерывая всё это посылом для «думающих жителей города» о том, что город для них и дом, и капкан, как и для него, ведь он вернулся сюда из эмиграции. В ските по окончании трека Кира хвалит его за интересную работу, но выражает крайнюю обеспокоенность сменой приоритетов. Она считает, что он излишне политизировался и что это, как и девушка, которую она называет Алисой, его до добра не доведёт. Данный трек, по словам Мирона, писался как ответная реакция на совместную композицию Тимати и Честа «Лучший друг», посвящённую президенту Путину.
8. «Накануне». Первый куплет этого трека звучал в начале альбома. Просыпаясь с Алисой в одной постели, Марк пишет свое последнее произведение, текст которого приснился ему во сне, и готовится к выступлению против мэра города, предрекая ему скорую смерть.
9. «Слово мэра». В последнем ските альбома Кира сильно беспокоится за Марка, поскольку не может дозвониться до него, а также находит написанную им книгу. Повествование в треке же ведётся от лица правителя города. Восстание подавлено, а Марк схвачен. Властитель Горгорода расспрашивает писателя, стоящего перед эшафотом, что же его так не устроило и почему он, богатый и успешный, решил «вписаться за эти низы». Помимо этого он рассказывает, что Гуру является бывшим политиком, с которым они вместе начинали, но который был лишён им должности. В конце композиции мэр отпускает Марка с условием, что тот больше не приблизится к Алисе, которая оказывается дочерью мэра.
10. «Башня из слоновой кости». Марк выходит из мэрии под радостные возгласы толпы. Писатель считает себя «беспрецедентно оправданным и лицемерно помилованным». В этом же треке он впервые называет и свой возраст — 30 лет (как и Оксимирону на момент записи альбома). Марк пересматривает свои взгляды и задаёт самому себе вопрос: «Может ли творец сохранять нейтралитет или должен быть против „вельмож“?». Ответ на него так и не даётся, вместо этого раздаётся выстрел. Rap.ru сообщал, что в сети было широко распространено мнение о том, что название песни является отсылкой не столько на библейскую метафору, сколько на крепость Барад-дур из вселенной Толкина. В 2021 году Oxxxymiron вернулся с треком «Кто убил Марка?», рассказом о своей жизни, название которого является отсылкой на данное произведение.
11. «Где нас нет». На фоне раздаются крики, разгорается мятеж. В начале трека звучат слова «Sino hora sancta morta» (семпл из трека Anima Doloris «Martyr»). Оказывается, что композиция — это та самая последняя работа писателя, которую тот сочинил во время подготовки к нападению на мэрию. В ней Марк мечтает о далёком месте, в котором с ним всё будет хорошо, попутно рассказывая в обрывках прямой речи то, что происходило в жизни с ним и Алисой. Мирон описал песню как «понятный линейный нарратив о человеке, целиком составленный из разрозненной прямой речи, которую он слышит на протяжении жизни», также заявляя, что он мог бы выпустить только его, и «всё равно было бы понятно, что он хотел сказать».

### Литературный анализ
По мнению Летохо, в треке «Кем ты стал» Марк очевидно сравнивается с Моисеем, который разговаривал с горящим терновым кустом. При этом далее фанат и вовсе сравнивает своего кумира с Иисусом. Однако сам Марк с этим не соглашается называя себя «Всего лишь писателем», который «потерян сам».
Рассматривая образ башни в альбоме, И. Дементьев отмечает, что само слово «башня» имеет переносное значение «голова». Он находит в альбоме ряд образов, семантически связанных с головой как с человеческим интеллектом, мозгом (в том числе в омонимически прочитанном слове «промозглый»), и как с властью, «теми, кто наверху» («главари», «капитан» от лат. caput — «голова»); отдельно отмечается образ «многоголовой толпы». Дементьев также прослеживает в альбоме связи с образом веретена, как и Вавилонская башня, визуально соединяющего в себе круг и вертикаль. Согласно исследователю, в альбоме и, в частности, в треке «Переплетено» наличествуют образы, связанные с веретеном как буквально (семантический комплекс, относящийся к свиванию и переплетению нитей), так и в мифологическом контексте (комплекс судьбы и предопределённости — поскольку в европейской мифологии веретено стало традиционным атрибутом божеств, связанных с судьбой). Доцент Псковского университета В. А. Дмитриев считает, что в треке «Переплетено» показ отношения автора к окружающей его действительности играет более важную роль, чем собственно описание мира. Согласно Дмитриеву, Oxxxymiron наиболее активно использует античные мотивы в той части композиции, где идёт сравнение происходящего безумия со сценами из романа Петрония «Сатирикон». Дмитриев отмечает также, что исполнитель переплетает классические образы с библейскими — упоминания Олимпа и неопалимой купины, перед которой стоит Моисей, идут друг за другом.
По мнению Дементьева, в «Колыбельной» используются взаимно дополняющие и перетекающие один в другой микро- и макрокосмический элементы. К микрокосму относятся многочисленные упоминания частей тела человека, которые выстраиваются одновременно и в описание мира. Слова самого главного героя также подчёркивают этот переход, а завершение колыбельной, по мнению учёного, — переход из микро- в макрокосм в виде слов о «глубоком сне», которые могут быть интерпретированы как смерть, то есть переход из неорганического материала в органический.
Одним из ключевых треков альбома Дмитриев считает «Накануне», в котором он видит аллюзию на миф об Афродите. В треке «Слово мэра» исследователь отмечает образы многоголовых чудовищ из античной мифологии — Гидры и Цербера, — с которыми сравнивается безликая и бессмысленная толпа. По мнению Е. Летохо, в оппозиционной деятельности Марка, о которой рассказывается в треках «Накануне» и «Слово мэра», прослеживаются библейские мотивы, ведь его, как и Иисуса, предаёт самый близкий человек. При этом в обоих случаях измена была предсказана заранее: Марк ещё при встрече говорит о том, что девушка однажды уйдёт. Анализируя трек «Башня из слоновой кости», Летохо также проводит параллель между воскресшим из мёртвых Христом и помилованным Марком, поскольку они оба меняют своё внутреннее осознание мира: Марк, как и Иисус, отныне становится героем «не от мира сего». Само название «Башней из слоновой кости» (образ, впервые использованный в библейской «Песни песней»), согласно филологу, носит необычное символическое значение: для Марка эта башня не столько место уединения в творчестве, сколько способ побега от тоталитарного репрессивного государства. Именно это своё видение он выбирает как третью силу, не похожую ни на предложение Гуру, ни на предложение мэра.

#### Семантика имени
Значительная часть анализа альбома Дементьевым посвящена семантике имени Марк. Согласно Дементьеву, корни имени в данном случае — в лат. marcus", «молот», и Оксимирон обыгрывает это в строчке из песни «Полигон»: «Сколько от балды в этом ущелье полегло». Исследователь считает, что под «балдой» здесь автором подразумевается не пушкинский «герой-болван», а устаревшее значение этого слова, которое в древности означало «молот». Имя главного героя Дементьев также связывает и с германским словом «марка» в значении «граница» (в текстах композиций он обнаруживает понятия, связанные как с пограничностью, так и с процессом перехода границ). По мнению филолога, автор активно использует также анаграмматический код — буквы имени МАРК повторяются по тексту постоянно и составляют слово «МРАК». Этот образ сопровождает героя на протяжении всего повествования, определяя разные аспекты реальности. Если первоначально для героя это атрибут неправедной власти, то позже он видит мрак и в окружении Гуру, а в финале, после трансформации собственных взглядов, приходит к выводу, что сам его город — не более чем «морок» (то есть тот же мрак). Через частичные анаграммы имени «КуМиР» (в сцене гибели богов в «Башне из слоновой кости») и «К РиМу» Дементьев прослеживает ассоциативный ряд до выбора между самоубийством и принципами стоицизма Сенеки, с которым герой сравнивает сам себя.
По мнению Летохо в имени Марка и событиях, связанных с ним, сосредоточилось самое большое количество библейских аллюзий. Библейское имя «придаёт сакральное значение его творчеству», но при этом является не прямой отсылкой к библейскому герою, а скорее пародией на него — если первый учился у реальных апостолов, то на Марка из альбома Мирона влияют ложные учителя.

#### Анализ места действия

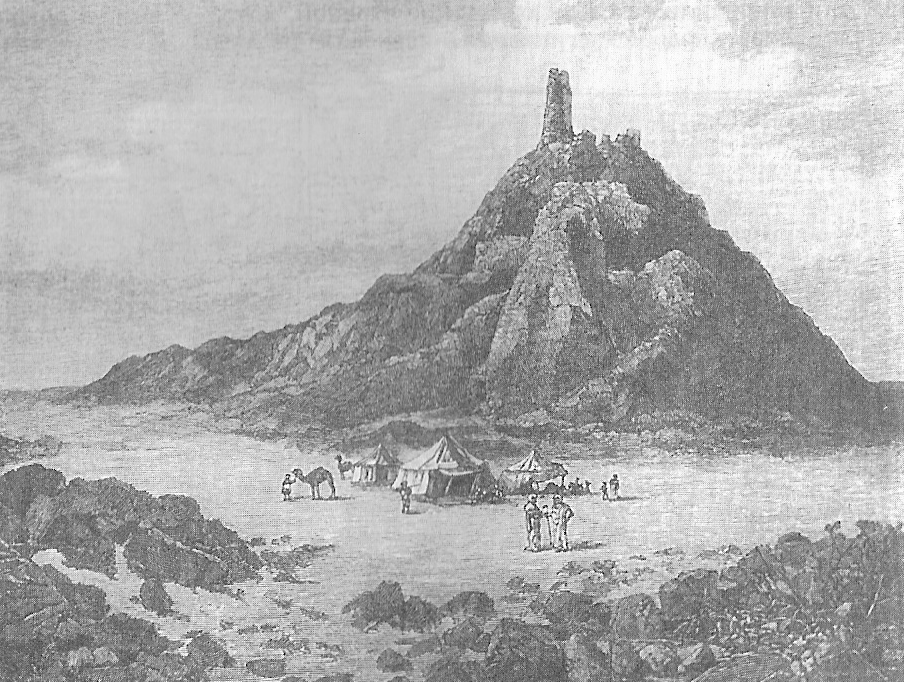
Холм Бирс Нимруд, принимавшийся ранними исследователями за руины Вавилонской башни

В описаниях Горгорода в альбоме И. Дементьев особо выделяет мотив влажности («мокрости») города, при этом на протяжении альбома автор неоднократно подчёркивает связь смерти и воды. Эта же связь есть и в русском тюремном жаргоне, в котором убийство называется «мокрухой» или «мокрым делом». Марк, чувствующий, что его «закрутили в узелок», в последнем треке мечтает найти своё счастье уже в другом мире, «Где нас нет».
В 2017 году на XXI Царскосельских чтениях филологи Ольга Кублицкая и Марина Комарова представили сравнительный анализ использования символа города в работах Оксимирона и Брюсова. Согласно этому анализу, у Брюсова город одновременно является значимым фоном и действующим лицом, в котором герой часто теряется, не находя знакомых очертаний. Схожим путём, по мнению исследователей, идёт и Мирон, для которого «своеобразной поэтической эстафетой» с Брюсовым стала песня «Неваляшка», в которой современный автор напрямую цитирует одно из стихотворений предшественника. Согласно Кублицкой и Комаровой, рэпер «реабилитировал идею интеллектуальной интертекстуальности грайма». По мнению филологов, город у Oxxxymiron’a представляет собой «башню из слоновой кости», из которой герой пытается вырваться в прекрасное место «Где нас нет», избирая путём побега в эту Ultima Thule самоубийство. В качестве формы побега исследователи рассматривают также «Город под подошвой» — более раннее произведение исполнителя. Согласно их выводам, и у Оксимирона, и у Брюсова город играет одну роль — «горы, обреченной рухнуть». Человек же является потерянной в круговороте городских событий песчинкой, «творцом и продуктом» города.
Согласно белорусским филологам Шпакову и Петровой, текст «Горгорода» имеет топическую организацию, и обнаружить описание города можно по всему альбому, при этом ярче всего он проявляется в треке «Башня из слоновой кости». Исследователи отмечают, что Марк заявляет о бессмертии собственного города, сравнивая его с великими городами античности. Однако все эти города — Троя, Помпеи, древний Рим — погибли, из-за чего возникает парадокс, из которого филологи делают вывод, что пресловутое бессмертие существует только в форме памяти, тогда как в реальности писатель предвидит разрушение города. На основе сравнений Горгорода с мороком и эпидемией Шпаков и Петрова приходят к заключению, что этот город — «проклятие в пустыне, долине вечных скитаний». Таким образом, возможно, что такое описание представляет собой отсылку к библейским текстам: в Библии страшный город-проклятье посреди пустыни — это Енох, первый в мире город, построенный Каином на неизвестной проклятой земле.

## Реакция
| Оценки критиков | Оценки критиков |
| Источник        | Оценка          |
| --------------- | --------------- |
| RS Russia       | [ 63 ]          |
| InterMedia      | [ 64 ]          |
| The Flow        | 10/10           |
| Apelzin         | [ 66 ]          |

### Отзывы в специализированных музыкальных изданиях
Андрей Никитин, основатель и главный редактор портала The Flow, в своей рецензии написал, что ему сложно сделать её не похожей на признание в любви к пластинке. В альбоме он увидел отсылки к различным произведениям русской литературы, в частности братьев Стругацких («Град обреченный», «Гадкие лебеди») и Пелевина, а также к песням Бориса Гребенщикова. По его мнению, альбом роднит с произведениями Толкина, помимо названия, «связный и увлекательный мир», тем не менее оставляющий простор для фантазии и домысливания со стороны слушателей. Рассуждая о месте альбома в истории жанра, Никитин заметил, что «Горгород» «изумляет, вдохновляет, добавляет жанру новое измерение» (то есть показывает, что «оказывается, можно делать ещё и так»), становясь «своего рода эталоном». Никитин уверен, что альбом будет служить ориентиром для авторов, работающих в данном жанре, в ближайшие годы после выхода. В 2017 году портал включил данную пластинку, как и предыдущую, в топ 20 альбомов русского рэпа 2010-х годов, выразив мнение, что она «наиболее эффектно» разрушила сложившиеся стереотипы в отношении рэпа.
Алексей Криживецкий из интернет-издания Звуки.ру при описании лучших исполнителей русского рэпа за 20 лет — с 1999 по 2019 года — назвал Oxxxymiron’а главным представителем современного российского хип-хопа, а его пластинку — самым важным альбомом десятилетия в жанре актуальной антиутопии.
Обозреватели издания «Афиша» описали альбом как один из самых ожидаемых альбомов года в русском рэпе. Они отметили, что треки с характерными для творчества автора сложными рифмами, агрессивным ритмом и высокой эрудицией вполне хороши и по отдельности, вне задаваемого контекста, хотя при этом превращаются из прог-рэпа просто в «боевитую громкую музыку». Алексей Мажаев в своей рецензии на сайте агентства InterMedia тоже написал, что треки вполне можно слушать по отдельности, а некоторые из них (такие как «Переплетено», «Где нас нет» и «Полигон») и вовсе будут растасканы на цитаты. Рецензент подчеркнул, что альбом всё же лучше слушать целиком, поскольку это цельная концептуальная работа, но даже при прослушивании в заданном автором порядке «многие поймут, что чего-то не понимают». По мнению Мажаева, Oxxxymiron обеспечил многоплановость своей работе, воплотив образы разных по стилю и характеру персонажей.
Кирилл Молоков из издания Rolling Stone Russia в своей рецензии назвал новый альбом Oxxxymiron’а «постмодернистским полотном», в котором есть целая череда аллюзий на литературные произведения и актуальные события, но всё это сводится в одну чёткую сюжетную линию. По мнению рецензента, читка Оксимирона значительно улучшилась, а пластинка записана грамотнее, однако на его взгляд, в отличие от обозревателей «Афиши» и InterMedia, все треки альбома хорошо звучат именно вместе, а вот по отдельности, вне контекста — «несколько диковато». Молоков также написал, что не видит в альбоме явных хитов. По его словам, «запала» на этот раз хватило пока только на создание удобных лекал, но в дальнейшем от Оксимирона можно ждать и «гимна поколения»
На сайте портала Rap.ru вышло два обзора с разницей в день — «плохой» (разгромный) и «хороший» (одобрительный). В первой рецензии заявляется, что альбом объединяет два старых трека и восемь новых работ, по которым разбросаны ключевые слова и образы и которые небрежно связаны «плохо сыгранными монологами». Критики утверждают, что если бы записи автоответчика отсутствовали, то сюжет невозможно было бы проследить, а также пишут о том, что сам по себе релиз получился «куцым». По их мнению, Мирон, решив «не пойти на поводу у слушателя, а повести его за собой», не оправдал высоких ожиданий, основанных на его более ранних работах. При этом, несмотря на общую отрицательную оценку, рецензенты оговариваются, что альбом обрёл популярность и поэтому его худшим наследием станут многочисленные подражания, «которые, стоит ожидать, будут сделаны куда хуже». В вышедшей на следующий день хвалебной рецензии пластинка названа «злободневным альбомом», автор которого подарил слушателю свой собственный мир, вдохновлённый чудесным миром Толкина, — прогнившее в коррупции «мрачное местечко», где живут своей жизнью персонажи пластинки. В рецензии отмечается, что Oxxxymiron создал цельное актуальное произведение вместо набора уже зарекомендовавших себя «бенгеров», поскольку «метит в вечность». Аналогично обозревателю The Flow, автор рецензии провёл параллель с «Градом обреченным» и отметил, что в альбоме нашлось место внутренним страданиям героя.
Сергей Мезенов из издания Colta.ru назвал альбом «внезапной бомбой русскоязычной музыки». По его словам, «Горгород» появился словно ниоткуда и «подмял своим масштабом всё окружение». Рецензент посчитал, что даже сам замысел подобного альбома требует большой смелости. Мезенов характеризует пластинку как настоящий концептуальный альбом «с сюжетом и собственным вымышленным пространством, а заодно и точное высказывание о текущем положении дел в современной российской действительности». Связную, «интересную и необычную» концепцию, ставшую причиной положительных отзывов, отметил также Алексей Горбаш в русской версии американского журнала о поп-культуре Interview, назвав альбом самым значительным событием года.
О том, что альбом стал одним из самых ожидаемых событий 2015 года, позже писала Мария Георгиевская с портала «КиМ» в своём обзоре истории русского рэпа. Георгиевская включает Оксимирона в число исполнителей, которые привносят новый драматизм в этот жанр и заостряют его политическое звучание: по её мнению, основной темой альбома является «система, подавляющая русского человека».

#### «Переворот игры»
Как отмечает портал Rap.ru, в лексиконе русских рэперов и их фанатов со времени релиза альбома Оксимирона стал активно использоваться оборот «переворот игры», который означает большое количество идущих друг за другом «знаковых релизов». Авторы статьи связывают первое появление этого выражения с видео, в котором Оксимирон и Порчи говорят об очередном переносе релиза «с целью сделать нечто особенное, что „перевернёт игру“». При этом сам альбом на тот момент даже не был начат. Выпуск «Горгорода» положил начало целому ряду релизов, которые, по оценке издания, вывели русский рэп на совершенно новый уровень — «Дом с нормальными явлениями» Скриптонита, «Марабу» ATL и другие. Как пишет Rap.ru, предсказал этот переворот ещё Тимати на совместном треке с Децлом в 2000 году, однако начался он именно с «Горгорода».
По мнению автора издания «Афиша» Владимира Завьялова, «переворот игры» постоянно ассоциируется с альбомами Оксимирона, Скриптонита и ATL, иногда с добавлением других, менее знаковых релизов. Автор соглашается, что отцом выражения был Оксимирон, по словам которого ранее рэп на русском языке «был однообразным и нелюбознательным, но теперь становится самобытным, технически выверенным и внимательным к деталям». Однако далее Завьялов отвергает саму идею о «перевороте», произошедшем в 2015 году. По мнению критика, изменения начались раньше, а «заморский рэп» изменился давно, поэтому «трансфер новой моды в Россию» так или иначе назревал. При этом никто из рэперов, участвовавших в «перевороте», не оставил после себя грамотных последователей, а их «фишки» не были взяты на вооружение другими исполнителями.

### Оценки в академических источниках
Калининградский доцент И. О. Дементьев написал две научные работы, посвящённые альбому, который назвал «важным произведением современной русской литературы». Он характеризует Оксимирона как «признанного мастера звукописи» и называет его представителем «интеллектуального рэпа» — разновидности жанра, которая, по его мнению, обещает особенно богатый материал для исследований. В работе 2019 года Дементьев пишет о том, что в рэпе, где исключительно важное место занимает текстовое наполнение и для которого характерны «лингвистическое новаторство и вербальное экспериментаторство», Оксимирон реализует это всё с виртуозностью.
По мнению автора другой статьи об альбоме Оксимирона, Е. В. Летохо, «Горгород» глубоко интертекстуален и его, благодаря библейским аллюзиям, тесно переплетённым с образом главного героя, можно рассматривать как часть классической русской литературной традиции.
Белорусские филологи В. Д. Шпаков и Л. И. Петрова называют «Горгород» «ярчайшим примером современного русскоязычного концептуального альбома». В глазах учёных, его ключевая характеристика — единый текст, который содержит многочисленные аллюзии на жизненные убеждения автора, воплощается с помощью выразительных средств, характерных для классической литературы, и музыкальных приёмов, которые вместе не противоречат, а дополняют друг друга, образуя единую систему.
Кандидат исторических наук, доцент Псковского университета В. А. Дмитриев также особо отмечает исключительное богатство аллюзий (в частности, отсылок к образам античной мифологии) в творчестве Oxxxymiron’а. По его мнению, Мирон ощущает своё культурное превосходство над другими рэперами, а также связанную с этим культурную отчуждённость от них. Дмитриев, оговариваясь, что точный ответ о причинах такой позиции дать трудно, всё же предполагает, что она связана с общим уровнем образования рэпера. Творчество Мирона историк в целом характеризует как проявление феномена «русской античности» в «рэп-формате».

### Прочие
Известный музыкант и хип-хоп-исполнитель Noize MC прокомментировал альбом следующим образом: «Очень сильное впечатление на меня произвёл альбом Оксимирона, наверное, это самая главная запись этого года для меня. „Горгород“ — это очень мощное высказывание. Я впечатлён тем, что выстроена, связана история из 11 треков, это своеобразный рэп-роман такой. Это не поддаётся с первого прослушивания, это нужно переслушивать, разбирать, возвращаться к этому снова». В своём интервью Юрию Дудю Noize MC сказал, что второй альбом Oxxxymiron — «главный на данный момент в русском рэпе». В 2018 году Noize MC выпустил рэп-оперу «Орфей и Эвридика», на которую, по собственным словам, его вдохновил «Горгород».
Павел Борисов из латвийского русскоязычного издания Meduza включил альбом в список главных релизов ноября, назвав его, как и многие другие рецензенты, самым долгожданным релизом в русском рэпе и заявив, что другие произведения отечественного хип-хопа после этого альбома слушать трудно. Другой представитель этого издания, Александр Филимонов, включил заключительный трек альбома, «Где нас нет», в свою десятку лучших песен 2015 года на русском языке. По его словам, при внешнем соответствии творчества Мирона канонам жанра и успехе у подростков, он создаёт сложные концептуальные альбомы и «поднимает действительно проблемные для общества вопросы». Помимо этого «Горгород» был включён в топ лучших пластинок 2010-х годов этого же издания с формулировкой «очевидно, самый известный концептуальный альбом десятилетия на русском языке».
В свой список главных альбомов ноября 2015 года «Горгород» включил и Борис Барабанов из газеты «Коммерсантъ-Weekend», назвав релиз «альбомом-романом», а самого Oxxxymiron’а — человеком, который противопоставил себя сразу нескольким фигурам мейнстримного русского хип-хопа, среды, «в которой ему откровенно скучно». Барабанов написал, что хотя «Oxxxymiron виртуозно рифмует и обладает даром пулеметной читки, ассоциации с литературной средой ему явно больше по душе, чем хип-хоповый контекст».
Ярослав Забалуев из Газета.Ru охарактеризовал альбом как «рэп-оперу», аудиокнигу, вымышленное пространство которой напоминает одновременно о «дивном новом мире» Олдоса Хаксли и инопланетном средневековье «Трудно быть богом», а название воскрешает в памяти «Властелина колец».
В баттле с Oxxxymiron’ом рэпер Гнойный посвятил свой первый раунд критике «Горгорода». В частности, Гнойный насмешливо назвал альбом «аудиокнигой», «дешёвой литературой в мягкой обложке», а мотив сюжета «попсовым», с обилием клише. В дальнейшем он выпустил «пост»- и «метамодернистскую рэп-поэму» и «рэп-фанфик» «Горгород 2», пародию на альбом Оксимирона.
Русский писатель, поэт и критик Дмитрий Быков в радиопередаче на «Эхе Москвы» заявил: «после альбома Оксимирона „Го́ргород“ (или „Горго́род“) я не вижу особенной заслуги в том, чтобы демонстрировать свой культурный уровень. „Горгород“ — это совершенно новый рэп-жанр,.. роман в треках, вещь со сквозным сюжетом. И после этого никого уже особой культурой поэтической не удивишь». Литературный критик Галина Юзефович в интервью телеканалу Дождь назвала «Горгород» «большой и важной поэзией». Положительно отреагировали на альбом кинокритик Антон Долин, телеведущий Михаил Козырев и поэтесса Вера Полозкова, которая назвала его «великим».
В то же время поэт и главный редактор журнала современной поэзии «Воздух» Дмитрий Кузьмин в ответ на вопрос о том, как литературные критики оценивают альбом Oxxxymiron’а, отказал «Горгороду» в какой бы то ни было литературной ценности и интересе для настоящих литературных критиков, назвав его «прямолинейно-схематическим нагромождением примитивных ассоциаций».
Леонид Парфёнов в выпуске своего авторского шоу «Нмдни» за 2015 год назвал альбом Oxxxymiron’а и его баттл с Johnyboy одними из главных событий года. Приглашённый в передачу рэпер исполнил в ней входящий в альбом трек «Переплетено».

### Собственное мнение исполнителя
В совместном с Porchy интервью The Flow Мирон назвал свой альбом по текстовому наполнению «не настолько хорошим, как о нём стало принято говорить». Критику он назвал бесхребетной, ругающей совершенно не за то, за что нужно было бы. Также Oxxxymiron заявил, что не считает альбом глубоким, поскольку «хоть в нём и подняты вечные темы, они очень простые: конфликт власти и художника, роковая женщина, сделки с совестью и т. д.» По его словам, тот факт, что «альбом превратился в настолько заметный культурный феномен в столь короткие сроки,.. говорит не только о качестве релиза, но и об удручающем состоянии современной русской массовой культуры». Также он назвал альбом очень простым, отрицая наличие в нём «скрытых смыслов, додуманных подростками в сети».

## Чарты
15 ноября 2015 года «Горгород» стал лидером российских чартов iTunes и Google Play. В 2016 он занял шестую позицию по итогам года. В 2017-м, после баттла с Гнойным, пластинка вновь поднялась на первую позицию в iTunes. В том же 2017-м, она продолжала держаться в чартах Apple Music и iTunes среди самых популярных альбомов у россиян до конца года, и по его итогам взяла восьмую позицию.

## Список композиций
Альбом содержит 11 треков:
| №   | Название                  | Текст песни   | Продюсер                | Длительность |
| --- | ------------------------- | ------------- | ----------------------- | ------------ |
| 1.  | «Не с начала»             | Мирон Фёдоров | Porchy                  | 2:05         |
| 2.  | «Кем ты стал»             | Мирон Фёдоров | Porchy                  | 3:56         |
| 3.  | «Всего лишь писатель»     | Мирон Фёдоров | Porchy                  | 3:29         |
| 4.  | «Девочка Пиздец»          | Мирон Фёдоров | Porchy, Рома Англичанин | 2:43         |
| 5.  | «Переплетено»             | Мирон Фёдоров | Porchy                  | 4:51         |
| 6.  | «Колыбельная»             | Мирон Фёдоров | Porchy                  | 3:17         |
| 7.  | «Полигон»                 | Мирон Фёдоров | Porchy                  | 3:40         |
| 8.  | «Накануне»                | Мирон Фёдоров | Porchy                  | 3:41         |
| 9.  | «Слово мэра»              | Мирон Фёдоров | Porchy                  | 4:00         |
| 10. | «Башня из слоновой кости» | Мирон Фёдоров | Porchy                  | 3:24         |
| 11. | «Где нас нет»             | Мирон Фёдоров | Porchy, Scady           | 4:25         |

## Участники записи
- Мирон Фёдоров (Oxxxymiron) — вокал, текстовая составляющая[1];
- Дарио Виейра (Porchy/Порчи) — бэк-вокал, продюсирование и музыкальное сопровождение[1];
- Роман Сащенко (Рома Англичанин) — музыкальное сопровождение и продюсирование в треке «Девочка Пиздец»[17];
- Александр Кузнецов (Scady/Скади) — музыкальное сопровождение и продюсирование в треке «Где нас нет»[108];
- Максим Кравцов — запись, сведение и мастеринг[1];
- Женя Муродшоева (менеджер Oxxxymiron’а) — голос Киры на автоответчике[109].

## Награды
В 2018 году альбом (точнее, его текст, охарактеризованный как поэма) вошёл в лонг-лист литературной премии имени Александра Пятигорского.

### Комментарии
1. ↑  То есть кормила участников записи.
2. ↑  Согласно библейской традиции, в давние времена вся часть планеты, заселённая людьми, говорила на одном языке. Однажды все жители Земли собрались вместе и направились жить в Месопотамию, в долину реки Сеннаар. Там они захотели построить башню, «чтобы главою небо подпирала» и чтобы они могли добраться до Бога и «стать с ним на одном уровне». Бог, взглянув на происходящее, возмутился этому, и заставил людей позабыть общий язык и начать разговаривать на других. Они перестали понимать друг друга и работа остановилась. Вавилонская башня так и осталась недостроенной и была заброшена людьми, как и идея добраться до неба. Де-факто само начало строительства — первое в тексте Библии коллективное неповиновение воли Бога: ранее люди нарушали его заветы и запреты только по одному или по два (Адам, Ева и Каин)[38].
3. ↑  В дальнейшем это выражение неоднократно использовалось, в том числе, например, ST в баттле против Мирона[75] и самим Oxxxymiron'ом в песне «В книге всё было по-другому» на четвёртый, последний для него раунд 17 независимого рэп-батлла HipHop.ru, где он читает о том, что его гложет страх о том, что «игру не перевернуть»[76].